# Прокудино (Калузька область)
Прокудино (рос. Прокудино) — присілок в Дзержинському районі Калузької області Російської Федерації.
Населення становить 0 осіб. Входить до складу муніципального утворення Присілок Рудня.

## Історія
Від 2004 року входить до складу муніципального утворення Присілок Рудня.

## Населення
| 1859 | 1912 | 2002 | 2010 |
| ---- | ---- | ---- | ---- |
| 116  | ↗239 | ↘4   | ↘0   |